# Luise Kraushaar
Luise Kraushaar   (Berlín-Mitte, 13 de febrer de 1905 - Berlín, 10 de gener de 1989) va ser una activista política alemanya que es va convertir en activista de la Resistència contra el nacionalsocialisme i que també, després d'abandonar Alemanya, va treballar a la Resistència francesa. Més tard es va convertir en historiadora, a l'Institut de Marxisme-Leninisme de Berlín a la República Democràtica Alemanya.

## Biografia
No és clar quan ni com precisament Luise Szepansky es va convertir en Luise Kraushaar: les fonts generalment es refereixen a ella com a Luise Kraushaar.
Luise Kraushaar va néixer a Berlín on el seu pare va treballar com a artista gràfic i pintor (Malermeister). Durant la primera part de la seva vida, la família va viure al barri de les bodes de la classe obrera, però quan va esclatar la guerra el juliol de 1914 s'havien traslladat a Mariendorf, una ciutat manufacturera aleshores a l'extrem sud de Berlín, i posteriorment s'havien subsumit a això. El 1919 Kraushaar es va unir a un dels moviments Freie sozialistische Jugend (Joventut Socialista Lliure) que van proliferar en les turbulències polítiques i socials que van seguir al final de la guerra. L'any següent es va convertir en membre de la recentment formada Lliga dels Joves Comunistes d'Alemanya, després esdevenint presidenta de la seva branca del districte de Mariendorf.
Es va afiliar a la ZdA (sindicat) el 1923 i el 1924, l'any del seu dinou aniversari, es va convertir en membre del propi Partit Comunista d'Alemanya. També va assistir a un Liceu (universitat) i va completar una formació comercial, que va poder compaginar amb activitats organitzatives sindicals a la ZdA.
Al voltant de 1930, Kraushaar va ocupar un càrrec de secretari al Partit Comunista d'Alemanya, treballant per a Leo Roth, un oficial del partit identificat en alguns sectors com "Viktor", amb vincles amb Moscou. Roth s'identifica de vegades com un "agent" o un home responsable de "contactes especials", però el seu paper precís segueix sent fosc. Es descriu en una font com el cap nacional de l'Agència d'Informació Industrial del Partit Comunista Alemany (Betriebsberichterstattung / BB-Apparat).
Les tasques de secretaria de Kraushaar implicaven "deures especials", com ara descodificar missatges xifrats, així com escriure informes i llistes de noms. Un aspecte estrany de la seva carrera en aquest moment va ser que treballava en una habitació que el partit li havia llogat en un gran apartament residencial al respectable però poc destacable barri de Friedenau de Berlín. L'apartament era la llar de dues germanes, la gran de les quals, Rosa Dukas, s'encarregava del lloguer de l'habitació i la petita de les quals, Helen Dukas, era emprada com a secretària per un dels residents més famosos de Berlín, Albert Einstein. Les germanes anaven a treballar durant el dia, de manera que durant la major part del temps ella hi treballava Kraushaar tenia l'apartament per a ella mateixa. Tant Luise Kraushaar com Leo Roth tenien les seves pròpies claus de l'apartament. El treball al BB-Apparat també la va portar en contacte amb Wilhelm Bahnik, un altre activista comunista que s'oposaria al govern nazi i que al final va ser assassinat el 1938 mentre participava en la Guerra Civil espanyola. Kraushaar va treballar de secretaria per a Bahnik fins que va emigrar a principis de 1934, moment en què les seves tasques de secretaria a Berlín van ser assumides per Erna Eifler, que seria assassinada per un tret a Ravensbrück el 1944.
El canvi de règim va arribar a Alemanya el gener de 1933 i el nou govern va perdre poc temps en transformar Alemanya en una dictadura unipartidista. El Partit Comunista va ser prohibit i el treball de Kraushaar per això es va convertir en il·legal. El març de 1934, Kraushaar va escapar a Praga, i poc després es va traslladar a Moscou on va ser emprada al Servei de Notícies de la III Internacional. Durant divuit mesos a partir de juny de 1934 va estar treballant al departament de xifrat de l’OMS, encara en aquest moment sota la direcció d'Abramov.
El desembre de 1935, va ser enviada a París. En aquest moment, els comunistes políticament actius al Tercer Reich havien estat arrestats o fugits a l'estranger i París s'havia convertit en la seu de facto del Partit Comunista d'Alemanya a l'exili. A París, va continuar la seva feina al departament de xifrat del Servei de Notícies de la III Internacional. Entre els seus companys hi havia Paula Rueß. Des de 1937 també treballava per a una agència de notícies dirigida per Bruno Frei anomenada "Nouvelles d'Allemagne" / "Deutsche Informationen", descrita com l'òrgan de premsa del Front Popular Alemany (Volksfront) a París. L'abril de 1939 va començar a treballar com a secretaria del Comitè d'Emigrants de París.
La represa de la guerra el setembre de 1939 va ser seguida, entre Alemanya i França, de diversos mesos de paràlisi política i d'incertesa a França, però el maig de 1940 la invasió alemanya de França va avançar. Una resposta política tant a Gran Bretanya com a França va implicar identificar un gran nombre de refugiats de l'Alemanya nazi definides per raça i política com a estrangers enemics i arrestar-los. Kraushaar va ser arrestat el maig de 1940 i detingut per les autoritats franceses al camp d'internament de Gurs, al sud del país. També hi havia Irene Wosikowski i Thea Saefkow, comunistes alemanys exiliats que s'havien establert amb Kraushaar a França des que les tres dones havien estat enviades a París des de Moscou a finals de 1935. Els tres van poder unir-se al camp d'internament on, com va recordar Kraushaar posteriorment, Wosikowski, una esportista compromesa, va organitzar altres internats perquè es fessin més actius físicament, els agradés o no. La seva estada al camp va ser breu, però, ja que a finals de juny de 1940 havia fugit a Tolosa. Es van unir a una unitat de la Resistència francesa. Treballant amb membres de la resistència alemanya com Kurt Hälker, Hans Heisel i Arthur Eberhard, que servien dins de la Wehrmacht, el grup va poder recopilar informació operativa important i passar-la a l'exèrcit britànic i nord-americà.
Des de desembre de 1940, Kraushaar treballava amb Otto Niebergall, que era el líder del "Comité "Allemagne libre" pour l'Ouest" (CALPO), un moviment amb seu al sud de França que funcionava com a branca del Comitè Nacional per a Moscou per una Alemanya Lliure ("Nationalkomitee Freies Deutschland"/ NKFD). Hi ha constància que el 1941 va veure l'autora Maria Leitner a Marsella el 1941. El novembre de 1943 Kraushaar va traslladar la seva pròpia base a Marsella, continuant la seva feina per al Partit Comunista Alemany a l'exili com a col·laboradora d'un diari titulat "Unser Vaterland". Durant 1944/45, amb les forces d'ocupació alemanyes expulsades de França, va rebre el mandat de CALPO per dur a terme un treball polític "antifeixista" amb els presoners de guerra alemanys.
La guerra va acabar, formalment el maig de 1945, i Kraushaar va tornar a la zona d'ocupació soviètica al que quedava d'Alemanya. El desembre de 1945 es va traslladar a Hamburg a la zona d'ocupació britànica. Amb la divisió de la postguerra d'Alemanya cada cop més pronunciada, el maig de 1947 va tornar a la zona soviètica, treballant fins al 1952 com a instructora al "secretariat central" del recentment format Partit Socialista Unificat d'Alemanya, que, després d'octubre de 1949, esdevingué el partit governant d'una nova República Democràtica Alemanya, governava per separat de les tres zones d'ocupació occidentals. Posteriorment va treballar durant molt de temps com a consultora del Ministeri de Cultura d'Alemanya Oriental. El 1958 es va convertir en investigadora a l'Arxiu Central del Partit i a l'Institut Marxisme-Leninisme del partit. El seu treball de recerca i les publicacions del partit que se'n deriven es van centrar en el moviment de resistència antifeixista d'Alemanya durant els anys de Hitler. Es va jubilar el desembre de 1985.

## Premis i honors
- 1969 Ordre del Mèrit Patriòtic[1]
- Tancament d'or de l'Ordre del Mèrit Patriòtic de 1980[1]